# Bupalosz és Athénisz

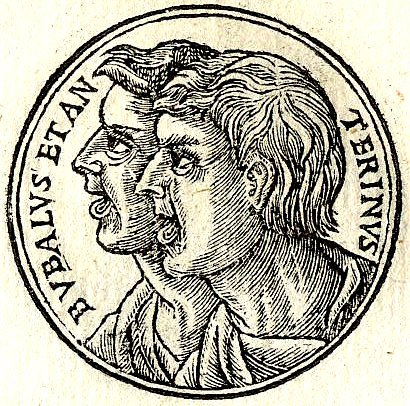
Bupalosz és Athénisz portréja az 1557-ben megjelent Promptuarii Iconum Insigniorum című, Guillaume Rouille által írott munkában

Bupalosz és Athénisz (Kr. e. 6. század második fele) görög szobrász testvérpár.
Híosz szigetéről származtak, édesapjuk a görög archaikus szobrászat történetében kiemelkedő szerepet játszó hioszi iskola első ismert jelentős szobrásza, Arkhermosz volt. Többnyire együtt készítették szobraikat. Elsősorban a kis-ázsiai görög városokban és az égei-tengeri szigeteken dolgozhattak, Híoszban, Iaszoszban, Déloszon, Pergamonban. Megmintázták Hippónaxot, az ismert költőt, aki felháborodásában gúnyversekkel üldözte őket, mivel portréján rútságát híven ábrázolták. Műveik csak töredékekben maradtak fenn.